# Peder Pedersen
Peder Pedersen (3 de novembro de 1945 — 9 de janeiro de 2015) foi um ciclista dinamarquês que participava em competições do ciclismo de pista.
Pedersen foi um dos atletas que representou o seu país nos Jogos Olímpicos de 1968, na Cidade do México, onde foi o vencedor e recebeu a medalha de ouro na prova de perseguição por equipes. Também participou das Olimpíadas de Tóquio 1964 e Munique 1972, não conquistando medalhas.
Uma vez aposentado, ele foi o treinador nacional de 1977 a 1992; e o presidente da Federação Dinamarquesa de Ciclismo, de 1991 a 2005.[carece de fontes?]